# Mon âme par toi guérie
Pour plus de détails, voir Fiche technique et Distribution.
Mon âme par toi guérie est un film dramatique français sorti en 2013, réalisé par François Dupeyron en adaptant son propre roman Chacun pour soi, Dieu s’en fout (édition Léo Scheer) publié en 2009.

## Synopsis
Frédi, la trentaine fatiguée, vit seul avec son père. Sa mère, décédée depuis quelques mois, lui a transmis son don de magnétiseur : guérir les gens avec ses mains. Mais Frédi, dépassé par ce don, préfère s'oublier dans le travail et les aventures d'un soir...
Un soir justement qu'il roule à moto, il percute un enfant par accident. L'enfant se retrouve dans le coma. Frédi cherche alors à le réveiller, puis s'engage à guérir les autres de leurs malheurs physiques et sentimentaux. Mais face à l'échec, il se demande s'il ne doit pas d'abord se guérir lui-même...

## Fiche technique
- Titre : Mon âme par toi guérie
- Réalisation : François Dupeyron
- Scénario : François Dupeyron, d'après son propre roman Chacun pour soi, Dieu s’en fout publié en 2009
- Musique : Roman Reg / Vanupié / The Swingsons / Nina Hagen
- Photographie : Yves Angelo
- Montage : Dominique Faysse
- Producteur : Paulo Branco
  - Producteur associé : Grégoire Melin
- Sociétés de production : Alfama Films, Kinology, en association avec Cofinova 9
- Société de distribution : Alfama Films
- Pays d'origine :  France
- Durée : 124 minutes
- Genre : drame
- Dates de sortie : 
  -  France : 25 septembre 2013

## Distribution
- Grégory Gadebois : Frédi
- Céline Sallette : Nina
- Jean-Pierre Darroussin : Le père de Frédi
- Marie Payen : Josiane
- Philippe Rebbot : Bernard, dit Nanard
- Agathe Dronne : La mère de l'enfant dans le coma
- Nathalie Boutefeu : La mère de la petite fille leucémique
- Stéphan Wojtowicz : L'homme à l'hémorragie
- Anthony Paliotti : Le pote de Frédi et Nanar
- Melody Soudier : La fille de Frédi

## À noter
- Le film a été tourné dans le département du Var[1], dont Fréjus.

## Distinctions

### Nominations et sélections
- Prix Louis-Delluc 2013 : sélection officielle[2]
- Festival international du film de Palm Springs 2014 : sélection « Modern Masters »
- 39e cérémonie des César : meilleur acteur pour Grégory Gadebois

### Prix
- Prix du Syndicat français de la critique de cinéma : Prix du film singulier francophone